# Impatiens attopeuensis
Impatiens attopeuensis är en balsaminväxtart som beskrevs av Joseph Dalton Hooker. Impatiens attopeuensis ingår i släktet balsaminer, och familjen balsaminväxter. Inga underarter finns listade i Catalogue of Life.